# Morteza Sepahvand
Morteza Sepahvand (* 7. August 1979 in Chorramabad) ist ein iranischer Boxer im Weltergewicht.
Bei den Asienspielen 2006 schied Sepahvand gegen den Olympiasieger Manus Boonjumnong aus. Bei den Boxweltmeisterschaften 2007 konnte er sich zunächst gegen Ionuț Gheorghe durchsetzen, verlor dann jedoch gegen Serik Säpijew. Bei den Olympischen Sommerspielen 2008 in Peking schied Sepahvand im Viertelfinale aus.